# Lisandro Semedo
Lisandro Pedro Varela Semedo, noto semplicemente come Lisandro Semedo (Setúbal, 12 marzo 1996), è un calciatore portoghese naturalizzato capoverdiano, attaccante del Wieczysta Cracovia.

## Carriera
Cresciuto nel settore giovanile dello Sporting Lisbona, il 15 luglio 2015 passa al Reading, con cui firma un triennale. Dopo una sola stagione trascorsa in Inghilterra, nel 2016 si trasferisce all'AEZ Zakakiou; rimasto svincolato, viene tesserato dall’Arīs Limassol, che lo cede subito in prestito biennale al Fortuna Sittard. Dopo un'ottima stagione a livello individuale, conclusa con 15 reti segnate e 15 assist e culminata con la promozione in Eredivisie, viene nominato come miglior giocatore del campionato; il 25 maggio viene acquistato a titolo definitivo, legandosi con un quadriennale al club olandese.
Il 27 giugno 2019 viene ceduto in prestito all'OFI Creta.

## Statistiche

### Presenze e reti nei club
Statistiche aggiornate al 14 febbraio 2020.
| Stagione               | Squadra                | Campionato             | Campionato | Campionato | Coppe nazionali | Coppe nazionali | Coppe nazionali | Coppe continentali | Coppe continentali | Coppe continentali | Altre coppe | Altre coppe | Altre coppe | Totale | Totale | Totale |
| Stagione               | Squadra                | Comp                   | Pres       | Reti       | Comp            | Pres            | Reti            | Comp               | Pres               | Reti               | Comp        | Pres        | Reti        | Pres   | Reti   |        |
| ---------------------- | ---------------------- | ---------------------- | ---------- | ---------- | --------------- | --------------- | --------------- | ------------------ | ------------------ | ------------------ | ----------- | ----------- | ----------- | ------ | ------ | ------ |
| 2016-2017              | AEZ Zakakiou           | AK                     | 15         | 1          | CC              | 0               | 0               | -                  | -                  | -                  | -           | -           | -           | 15     | 1      |        |
| 2017-2018              | Fortuna Sittard        | EE                     | 37         | 15         | CO              | 3               | 0               | -                  | -                  | -                  | -           | -           | -           | 40     | 15     |        |
| 2018-2019              | Fortuna Sittard        | ED                     | 28         | 3          | CO              | 4               | 1               | -                  | -                  | -                  | -           | -           | -           | 32     | 4      |        |
| Totale Fortuna Sittard | Totale Fortuna Sittard | Totale Fortuna Sittard | 65         | 18         |                 | 7               | 1               |                    | -                  | -                  |             | -           | -           | 72     | 19     |        |
| 2019-2020              | OFI Creta              | SL                     | 20         | 6          | CG              | 2               | 0               | -                  | -                  | -                  | -           | -           | -           | 0      | 0      |        |
| Totale carriera        | Totale carriera        | Totale carriera        | 100        | 25         |                 | 9               | 1               |                    | -                  | -                  |             | -           | -           | 109    | 26     |        |

### Cronologia presenze e reti in nazionale
| Cronologia completa delle presenze e delle reti in nazionale ― Capo Verde | Cronologia completa delle presenze e delle reti in nazionale ― Capo Verde | Cronologia completa delle presenze e delle reti in nazionale ― Capo Verde | Cronologia completa delle presenze e delle reti in nazionale ― Capo Verde | Cronologia completa delle presenze e delle reti in nazionale ― Capo Verde | Cronologia completa delle presenze e delle reti in nazionale ― Capo Verde | Cronologia completa delle presenze e delle reti in nazionale ― Capo Verde | Cronologia completa delle presenze e delle reti in nazionale ― Capo Verde |
| Data                                                                      | Città                                                                     | In casa                                                                   | Risultato                                                                 | Ospiti                                                                    | Competizione                                                              | Reti                                                                      | Note                                                                      |
| ------------------------------------------------------------------------- | ------------------------------------------------------------------------- | ------------------------------------------------------------------------- | ------------------------------------------------------------------------- | ------------------------------------------------------------------------- | ------------------------------------------------------------------------- | ------------------------------------------------------------------------- | ------------------------------------------------------------------------- |
| 10-10-2019                                                                | Fos-sur-Mer                                                               | Capo Verde                                                                | 2 – 1                                                                     | Togo                                                                      | Amichevole                                                                | -                                                                         | Ingresso                                                                  |
| 7-10-2020                                                                 | Andorra la Vella                                                          | Andorra                                                                   | 1 – 2                                                                     | Capo Verde                                                                | Amichevole                                                                | -                                                                         | 46’                                                                       |
| 10-10-2020                                                                | Faro                                                                      | Capo Verde                                                                | 1 – 2                                                                     | Guinea                                                                    | Amichevole                                                                | 1                                                                         | 79’                                                                       |
| 12-11-2020                                                                | Praia                                                                     | Capo Verde                                                                | 0 – 0                                                                     | Ruanda                                                                    | Qual. Coppa d'Africa 2021                                                 | -                                                                         | 82’                                                                       |
| 17-11-2020                                                                | Kigali                                                                    | Ruanda                                                                    | 0 – 0                                                                     | Capo Verde                                                                | Qual. Coppa d'Africa 2021                                                 | -                                                                         | 66’                                                                       |
| 26-3-2021                                                                 | Praia                                                                     | Capo Verde                                                                | 3 – 1                                                                     | Camerun                                                                   | Qual. Coppa d'Africa 2021                                                 | -                                                                         | 80’                                                                       |
| 30-3-2021                                                                 | Maputo                                                                    | Mozambico                                                                 | 0 – 1                                                                     | Capo Verde                                                                | Qual. Coppa d'Africa 2021                                                 | -                                                                         | 67’                                                                       |
| 8-6-2021                                                                  | Dakar                                                                     | Senegal                                                                   | 2 – 0                                                                     | Capo Verde                                                                | Amichevole                                                                | -                                                                         | 64’                                                                       |
| 13-1-2022                                                                 | Yaoundé                                                                   | Capo Verde                                                                | 0 – 1                                                                     | Burkina Faso                                                              | Coppa d'Africa 2021 - 1º turno                                            | -                                                                         | 82’                                                                       |
| 17-1-2022                                                                 | Yaoundé                                                                   | Camerun                                                                   | 1 – 1                                                                     | Capo Verde                                                                | Coppa d'Africa 2021 - 1º turno                                            | -                                                                         | 46’                                                                       |
| 25-1-2022                                                                 | Bafoussam                                                                 | Senegal                                                                   | 2 – 0                                                                     | Capo Verde                                                                | Coppa d'Africa 2021 - Ottavi di finale                                    | -                                                                         | 75’                                                                       |
| 25-3-2022                                                                 | Murcia                                                                    | Liechtenstein                                                             | 0 – 6                                                                     | Capo Verde                                                                | Amichevole                                                                | 1                                                                         | 62’                                                                       |
| 28-3-2022                                                                 | Murcia                                                                    | San Marino                                                                | 0 – 2                                                                     | Capo Verde                                                                | Amichevole                                                                | -                                                                         | 72’                                                                       |
| 3-6-2022                                                                  | Marrakech                                                                 | Burkina Faso                                                              | 2 – 0                                                                     | Capo Verde                                                                | Qual. Coppa d'Africa 2023                                                 | -                                                                         | 78’                                                                       |
| 11-6-2022                                                                 | Fort Lauderdale                                                           | Ecuador                                                                   | 1 – 0                                                                     | Capo Verde                                                                | Amichevole                                                                | -                                                                         | 64’                                                                       |
| 12-6-2023                                                                 | Rabat                                                                     | Marocco                                                                   | 0 – 0                                                                     | Capo Verde                                                                | Amichevole                                                                | -                                                                         | 73’                                                                       |
| 10-9-2023                                                                 | Lomé                                                                      | Togo                                                                      | 3 – 2                                                                     | Capo Verde                                                                | Qual. Coppa d'Africa 2023                                                 | -                                                                         | 68’                                                                       |
| 21-3-2024                                                                 | Gedda                                                                     | Capo Verde                                                                | 1 – 0                                                                     | Guyana                                                                    | Amichevole                                                                | -                                                                         | 82’                                                                       |
| 25-3-2024                                                                 | Gedda                                                                     | Capo Verde                                                                | 1 – 0                                                                     | Guinea Equatoriale                                                        | Amichevole                                                                | -                                                                         | 84’                                                                       |
| Totale                                                                    |                                                                           | Presenze                                                                  | 19                                                                        |                                                                           | Reti                                                                      | 2                                                                         |                                                                           |